# کیت تراسک
کیت تراسک (انگلیسی: Keith Trask؛ زادهٔ ۲۷ نوامبر ۱۹۶۰) قایقران روئینگ اهل نیوزیلند است.
وی در مسابقات کشوری و بین‌المللی در مجموع برندهٔ ۲ مدال طلا شده‌است.